# 강한이빨상어

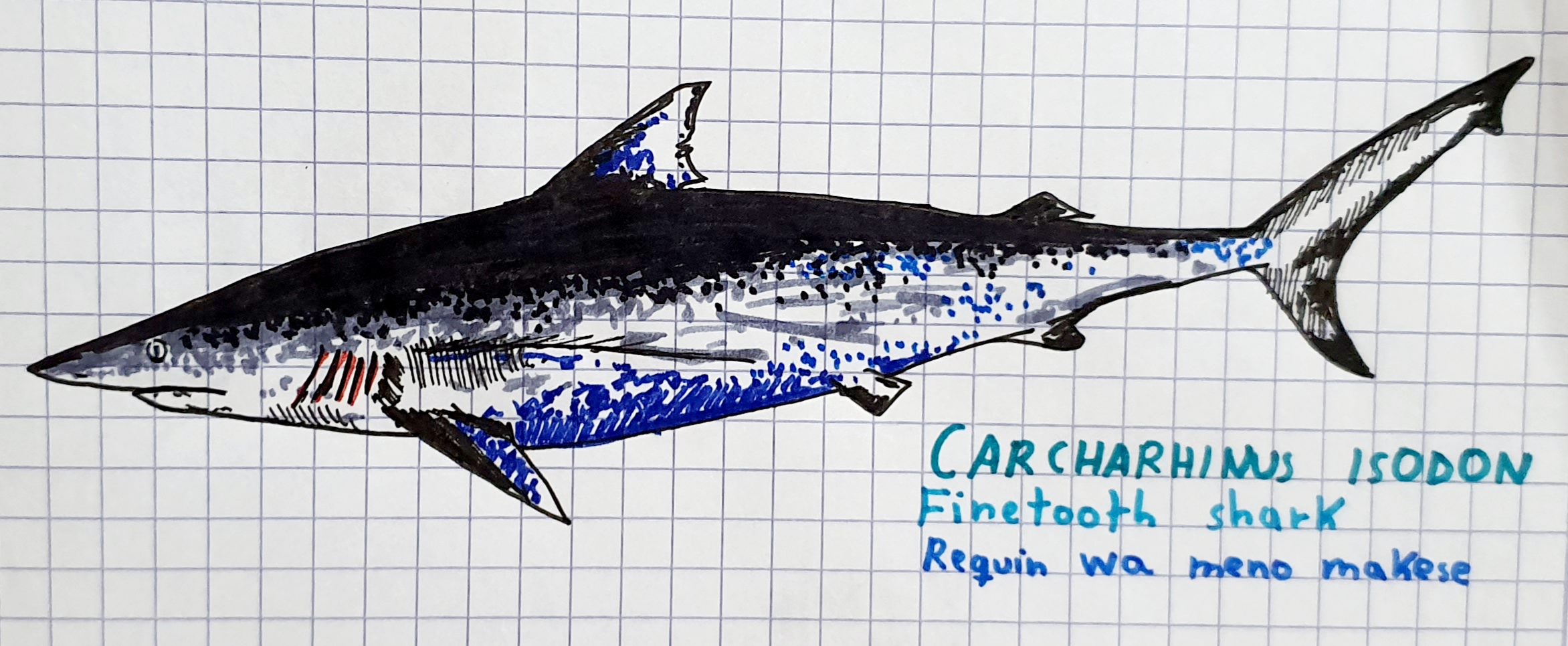
삽화

강한이빨상어(학명:Carcharhinus isodon)는 흉상어목 흉상어과 흉상어속에 속하는 물고기이다. 전체적인 몸길이는 1.9m로 상어에서는 중형의 몸집을 가진 종이다.

## 특징과 먹이
강한이빨상어는 영어권에선 Finetooth Shark(핀투스 샤크)라는 이름으로 불린다. 강한이빨상어의 몸은 가늘고 유선형이다. 주둥이는 길고 뾰족하며 코 앞에는 짧고 넓게 삼각형 모양의 피부가 있다. 눈은 크고 둥글며 응결막(보호용 세번째 눈꺼풀을 가리킨다.)이 있다. 입이 넓고 모서리에 잘 정의된 고랑이 있다. 윗턱 양쪽에는 12개에서 15개의 이빨이 있고 아랫턱 양쪽에는 13개에서 14개의 이빨이 있다. 각 이빨은 작고 바늘 모양이며 중앙의 좁은 끝과 매끄럽고 미세한 톱니 모양의 가장자리를 가지고 있다. 다섯 쌍의 아가미 슬릿은 길며 등지느러미 밑부분 길이의 약 절반 정도이다. 첫번째 등지느러미는 높고 삼각형이며 뾰족한 꼭지점이 있다. 가슴지느러미의 자유로운 뒤쪽 끝 앞쪽에서 시작된다. 두번째 등지느러미는 비교적 크며 항문지느러미 위에서 기원한다. 등지느러미 사이에는 능선이 없다. 가슴지느러미는 작고 낫 모양이며 끝이 뾰족하다. 진피 치아는 작고 겹쳐져 있으며 각각 세 개의 수평 융기가 있어 가장자리 치아로 이어진다. 살아있는 지느러미 상어는 위쪽과 아래쪽이 독특한 짙은 청회색을 띠며 옆구리에는 희미한 옅은 줄무늬가 있고 눈에 띄는 지느러미 무늬가 없다. 플로리다주에서 온 일부 상어들은 초록색 눈을 가지고 있다. 수컷은 평균 길이가 1.6m(5.2피트)이고 암컷은 1.7m(5.4피트)이다. 기록상 가장 큰 상어는 길이가 1.9m(6.2피트)였다.강한이빨상어(카르차히누스 이소돈)는 흉상어과에 속하는 흉상어속 상어의 한 종으로 노스캐롤라이나주에서 브라질에 이르는 대서양 서부에서 발견된다. 얕은 해안 해역에 큰 무리를 형성하고 따뜻한 바닷물과계절에 따라 이동한다. 비교적 작고 날씬한 몸을 가진 상어인 강한이빨상어는 바늘 같은 이빨, 짙은 청회색과 등쪽 흰색, 긴 아가미 슬릿으로 식별할 수 있다. 최대 길이는 1.9m(6.2피트)에 달한다. 이 종의 식단은 주로 작은 뼈 물고기, 특히 멘헤이든으로 구성되어 있다. 다른 가족 구성원들과 마찬가지로 암컷들이 매년마다 하구의 산란장에서 2~6마리의 유어를 출산하는 등 태생적으로 번식한다.고기로 가치가 높은 강한이빨상어는 미국 남동부에서 운영되는 상업용 자망상어 어업의 중요한 구성 요소이다. 개체군 평가에 따르면 이러한 어업은 현재 미국 내 이 종의 개체군에 위협이 되지 않는 것으로 나타났다. 이상어는 인간에게 위험을 초래하는 것으로 알려져 있지는 않지만 포획되었을 때 강하게 부러지기 때문에 조심스럽게 다뤄야 한다. 강한이빨상어는 원래 프랑스의 동물학자인 아킬레 발렌시엔, 요하네스 페터 뮐러와 프리드리히 구스타프 야콥 헨레에 의하여 1839년에 플라지오스토멘 체계에서 카르차리아스(아프리오노돈) 이소돈으로 공식적인 학명이 묘사되었다. 표본은 65cm(26인치)의 어린 수컷으로 뉴욕 앞바다에서 잡혔을 가능성이 있다. 이종은 나중에 흉상어속으로 옮겨졌다. 특정 별명인 이소돈(isodon)은 그리스어로 "같은 이빨"을 의미하며, 윗턱과 아랫턱에 있는 비슷한 수의 이빨을 의미한다. 이종은 이벤트투스 상어 매끈이빨검은점상어, 또는 밤상어와 (일반적으로 C. signatus에 사용됨)같은 친척 계열이라고도 할 수 있다. 대부분 흉상어속 종의 경우와 마찬가지로 강한이빨상어의 계통 발생적 관계를 분석하려는 시도는 다양한 결과를 낳았다. 1988년, 레너드 컴파뇨는 형태학적 특성을 바탕으로 방적상어(C. 브레비핀나), 흑단상어(C. 림바투스), 퀸즐랜드상어(C. 앰블리힌코이데스), 매끈이빨검은점상어(C. 레이오돈)와 이종을 분류했다. 개빈 네일러의 1992년 알로자임 분석에 따르면 강한이빨상어는 검은코상어(C. acronotus) 다음으로 이 속에서 두 번째로 기본적인 구성원이다. 2008년에 미토콘드리아 DNA를 기반으로 한 마인 도사이-악불루트의 연구에 따르면 강한이빨상어의 가장 가까운 친척은 작은꼬리상어(C. porosus)이며 이 두 종은 다른 흉상어속 종들과 별개의 계통군을 형성한다고 한다. 성체와 어린 강한이빨상어는 큰 무리를 형성한다. 이활기차고 빠르게 움직이는 포식자는 주로 작은 뼈가 많은 물고기를 먹으며 낮에는 종종 서핑 구역에 들어가 사냥을 한다. 북서부 대서양에서 이 종의 가장 중요한 먹이는 대서양 멘헤이든(Brevoortia tyrannus)으로 플로리다주 북서부 연안의 모든 연령대의 상어는 거의 아무것도 먹지 않는다. 멘헤이든은 머리를 제거한 후 통째로 삼킨다. 다른 알려진 먹잇감 종으로는 점민어(Leiostomus xanthurus), 스페인고등어(Scomberomorus maculatus), 숭어(Mugil spp.), 새우, 그리고 어린 대서양코상어(Rhizoprionodon terraenovae)가 있으며 이들은 새우 트롤 어선의 어획물 폐기물에서 제거되었을 가능성이 있다. 반대로 강한이빨상어는 더 큰 상어나 대서양골리앗참바리 등과 같이 더 큰 경골어류의 먹이가 될 수도 있다.

## 서식지, 산란기, 어획
북미 해역에서는 강한이빨상어가 흔하며 미국의 노스캐롤라이나주에서 멕시코만 북부까지 서식하고 가끔 뉴욕까지 북쪽으로 표류하기도 한다. 중남미 해역에서는 드물지만 현재 알려진 것보다 더 널리 서식할 수 있다. 트리니다드와 가이아나, 카리브해, 그리고 상파울루에서 산타카타리나까지 브라질 남부에서 보고된 바 있다. 북서 대서양, 멕시코만, 그리고 남아메리카의 상어는 서로 구별되며 그들 간의 교류는 거의 없다. 이종에 대한 오래된 기록은 세네갈과 기니비사우의 동부 대서양에 존재하지만, 이는 방적상어(C. brevipinna)의 오인을 나타낼 가능성이 높다. 강한이빨상어는 종종 해변 근처와 만, 하구에서 서식한다. 여름에는 수심 10m(33피트), 겨울에는 수심 20m(66피트) 이하의 매우 얕은 물에 서식한다. 역사적으로 텍사스주 걸프 해안 평야의 강으로도 올라오는 것으로 알려져 있었지만 현재 이지역으로 들어가는 대부분의 강은 댐으로 막혀 있다. 이종의 북서부 대서양 개체군은 매우 이동성이 강하다. 어린 개체들과 그 다음으로 성체들이 3월 말에서 5월 초 사이에 사우스캐롤라이나주 해안에 도착하며, 수온이 20°C(68°F) 이상으로 상승한다. 그들은 수온이 떨어진 뒤에 플로리다주의 남쪽으로 이동할 때까지 9월에서 10월 중순까지 서식한다. 다른 상어의 이동은 알려져 있지 않다. 산란기는 6월~8월으로 남반구에서는 겨울이 산란기가 되며 북반구에서는 여름이 산란기가 된다. 다른 흉상어속 상어와 마찬가지로 강한이빨상어도 번식을 한다. 발달 중인 배아는 처음 15주 동안 노른자에 의해 영양을 공급받고 그 후 고갈된 노른자 주머니는 어미와 태반 연결로 발달한다. 암컷들은 매년마다 두세마리에서 여섯 마리의 유어를 낳는다. 북서 대서양에서는 5월초부터 6월초까지 짝짓기가 이루어지며 1년의 임신 기간을 거쳐 다음 해에 거의 같은 시기에 어린 개체들이 태어난다. 수컷들은 암컷을 교미하기 위해 물어뜯는다. 수컷 결절에 의해 배출된 정액은 암컷의 자궁 내부에 크고 스펀지 같은 덩어리로 들어가며 여기에는 개별 정자가 박혀 있다. "정자미세구조"라고 불리는 이러한 단명한 구조의 기능은 알려져 있지 않다. 갓 태어난 강한이빨상어는 길이가 48-64cm(19-25인치)이다. 사우스캐롤라이나주의 불스 베이와 같은 얕은 만과 하구는 갓 태어난 유어와 아성체를 위한 중요한 서식지자 된다. 암컷 강한이빨상어는 수컷보다 훨씬 더 천천히 그리고 더 큰 궁극적인 크기로 자란다. 북서 대서양 개체군의 개체수는 멕시코만 개체군의 개체수보다 더 크고 성적 성숙 시기가 늦는다. 두 개체군의 수컷은 비슷한 속도로 성장하지만 북서 대서양 암컷은 멕시코만 암컷보다 더 느리게 성장한다. 북서대서양에서는 수컷이 99cm(주둥이 끝에서 꼬리 지느러미까지의 길이)의  길이(주둥이 끝에서 꼬리 지느러미까지의 길이)에서 성숙하며 암컷은 102cm(40인치)에서 성숙한다. 이는 각각 5세와 6세에 해당한다. 멕시코만에서 수컷은 성적 성숙 길이가 94cm(37인치), 암컷은 99cm(39인치)로 각각 4세와 5세에 해당하는 나이에 성숙한다. 최대 수명은 수컷의 경우 최소 9년, 여성의 경우 최소 14년으로 추정된다. 강한이빨상어는 사람에 대한 공격에 연루된 적이 없다. 그러나 잡히면 이상어는 범위 내의 모든 것을 때리고 부러뜨리며 사람들은 상어를 다루려고 물렸다. 강한이빨상어는 신선하거나 말린 후 소금에 절여 사람이 섭취할 수 있도록 사용된다. 미국 남동부를 제외하고는 이종은 상업적으로 거의 중요하지 않다. 대부분의 상업 및 부수어업에 비해 작고 수심이 얕으며 일반적으로 새우 저인망 어선이 잡기에는 너무 빠른 속도로 헤엄친다. 작은 숫자들은 떠다니는 긴 줄과 갈고리와 줄에 의해 우연히 얻어진다. 이종은 번식률이 낮기 때문에 남획에 취약하고 해안가의 습성으로 인해 서식지 악화에 취약하다. 미국 남동부 연안의 상어 어업에서 운영하는 유자 자망에서 상당수의 강한이빨상어가 잡히며 1999년에 약 117톤의 어획량으로 정점을 찍었다. 2002년에 실시된 가축 평가에 따르면 미국 개체군은 아직 과잉 어획되지 않았지만 어획률은 지속 가능하지 않다고 한다. 반면 2007년에 실시된 평가에 따르면 어획률은 지속 가능한 수준을 초과하지 않았으며 개체군은 안정적이라고 결론지었다. 미국 해역에서 이종의 어업은 1993년에 미국 해양수산청의 대서양 및 멕시코만 상어 어업 관리 계획에 의해 규제되며 상업적 할당량과 부수어업의 제한을 위해 "작은해안상어"로 분류된다. 그 결과로 국제자연보전연맹(IUCN)은 이 강한이빨상어를 미국과 멕시코 전체와 연안에서 멸종 위기종(Near Threated)으로 평가했다. 남아메리카에서는 이종의 개체 수가 자연적으로 적어 보이며 광범위하고 집중적인 연안 어업으로 인해 큰 압박을 받을 가능성이 있는 것으로 우려된다.

## 같이 보기
- 흉상어목
- 흉상어과
- 흉상어속